# Jean III d'Amboise
Jean Ier d'Amboise (ou Jean III), né vers 1433, et décédé le 28 mai 1498, est un noble français de la maison d'Amboise qui a fait carrière dans les ordres et qui a marqué l'histoire de Langres.

## Biographie
Il était le fils de Pierre d'Amboise, gouverneur de Touraine, et d'Anne de Bueil, dame d'Aubijoux, fille du comte de Sancerre.
Des lettres de Louis XI, datées d'Amboise, le 31 octobre 1472, le qualifient de licencié en lois, de maître des requêtes ordinaires de l'hôtel du roi, et de procureur général du roi en la cour de Rome. Il exerce provisoirement la présidence du Conseil delphinal en 1472. En 1475, Louis XI l'envoie négocier avec Ferdinand V de Castille.
Jean III d'Amboise fut, d'abord, abbé de Saint-Jean-d'Angély en Charente-Maritime, prieur de l'abbaye de Bonnecombe en Aveyron, puis en 1475, évêque de Maillezais dans le Poitou. En 1481, Louis XI qui l'avait en grande estime, le nomma évêque, et duc de Langres.
Durant sa vie, Jean III d'Amboise a su gagner les cœurs, par sa douceur et sa prudence. Ses contemporains lui donnèrent des titres tels que: Soutien de la Patrie - Protecteur de l'église - Père des pauvres et amateur de justice. En 1483, après la mort de son frère,  Charles Ier d'Amboise, le roi le nomma gouverneur "des deux Bourgognes" et après la mort de Louis XI, le nouveau roi Charles VIII le confirma dans ses attributions. Durant son épiscopat, Jean III d'Amboise fit bâtir et réparer plusieurs églises, et même des fermes, que les guerres avaient ravagées. Il fit également construire à Mussy, près de Langres, un magnifique château, pour lui et ses successeurs.
En 1497, il résigna ses fonctions en faveur de son neveu, Jean V d'Amboise, fils de Jean IV d'Amboise, seigneur de Bussy, et il mourut le 28 mai 1498, à Dijon, dans un hôtel particulier qu'il avait acheté quelques années auparavant.
Son corps fut ramené à Langres à la cathédrale Saint-Mammès et placé sous une lame de cuivre près du maître-autel. 
Il laissait un fils naturel, Jean de Beaumont, archidiacre de Langres.

## Mécénat
Comme une grande partie de sa famille, à l'instar de son frère le cardinal d'Amboise, Jean Ier d'Amboise agit en véritable mécène dans le diocèse de Langres. 
Vers 1488 il entreprend à Mussy-sur-Seine, résidence d'été des évêques de Langres, la reconstruction du château. C'est dans ce château que se trouvait son importante bibliothèque. À sa mort, il la légua à la cathédrale de Langres. Toujours à Mussy-sur-Seine, il aurait entrepris entre 1481 et 1498 d'agrandir l’enceinte des fortifications et d'entourer la ville de fossés et tours. 
Il nous reste de Jean Ier d'Amboise son magnifique bréviaire à l'usage de Langres, conservé à la bibliothèque municipale de Chaumont. 